# Twilight in Olympus
Twilight in Olympus — музичний альбом гурту Symphony X. Виданий 1998 року лейблом Zero Corporation. Загальна тривалість композицій становить 52:47. Альбом відносять до напрямку прогресивний метал.

## Список пісень
1. «Smoke and Mirrors» — 6:09
2. «Church of the Machine» — 8:57
3. «Sonata» — 1:25
4. «In The Dragon's Den» — 4:00
5. «Through the Looking Glass» (Part I, II, III) — 13:05
6. «The Relic» — 5:03
7. «Orion — The Hunter» — 6:56
8. «Lady of the Snow» — 7:09